# Chatra (Jharkhand)
Chatra est une ville indienne située dans le district de Chatra dans l’État de Jharkhand. En 2001, sa population était de 41 990 habitants.

## Source de la traduction
- (en) Cet article est partiellement ou en totalité issu de l’article de Wikipédia en anglais intitulé « Chatra, Jharkhand » (voir la liste des auteurs).